# 喬伊·黎
喬伊·黎（英語：Joey Lye，1987年5月4日—）是一名出生於加拿大安大略省的壘球選手，司職內野手，目前效力於國家職業快速壘球聯盟加拿大狂野。她曾隨隊參加2020年夏季奧林匹克運動會壘球比賽，結果獲得銅牌。

## 外部連結
- 喬伊·黎的Facebook專頁
- 喬伊·黎的X（前Twitter）
- 喬伊·黎的Instagram帳戶